# Тормей, Сесиль
Сесиль Тормей (венг. Tormay Cécile; 8 октября 1876, Будапешт — 2 апреля 1937, Матрахаза, Хевеш) — венгерская писательница, интеллектуал, правый политический деятель, феминистка, литературный переводчик и социальный теоретик. Она была номинирована на Нобелевскую премию по литературе дважды, в 1936 и 1937 годах, пятью разными номинантами.

## Биография
Сесиль Тормей имела немецкие корни. Её прадед по материнской линии, Йожеф Шпигель, был строительным подрядчиком, помогал Иштвану Сечени построить Цепной мост. Её дедушка по отцу Кароль Кренмюллер (Тормей) участвовал в революции 1848-49 годов в звании майора армии. В конце XIX века семья Тормей стала считаться дворянами. Её отец Бела Тормай был экспертом по сельскому хозяйству, членом Венгерской академии наук и государственным секретарём. Ее матерью была Гермин Баркассы.
Сесиль Тормей была студенткой, изучала литературные произведения на немецком, итальянском, французском и латинском языках. Она перевела произведение «Цветочки Франциска Ассизского» на венгерский язык. В 1919 году начала выражать свои политические взгляды и выступила против режима Бела Куна. Она опубликовала книгу («Дневник вне закона» (Bujdosó könyv, 1925, буквально «Запрещенная книга») о событиях революции 1918—1919 годов, протестуя против последующего коммунистического правительства и сожалея о разделе Королевства Венгрия. Сесиль Тормей была большим поклонником Бенито Муссолини. В 1932 году, в десятую годовщину похода на Рим, она повстречалась с дуче, представив ему добрые пожелания на итальянском языке от своей Венгерской женской лиги.
Получила известность, написав два романа («Люди скал» (Emberek a kövek között), 1911; «Старый дом» (A Régi ház), 1914) и пять рассказов. Её самая известная работа «Дневник преступника» — это рассказ из первых рук о терроре, совершенном коммунистами во время недолгого существования Венгерской советской республики в 1919 году. Сесиль Тормей дважды была номинирована на Нобелевскую премию по литературе: в 1936 году и в 1937 году.